# Kent Johnson
Kent Johnson (né le 18 octobre 2002 à Port Moody en Colombie-Britannique) est un joueur canadien de hockey sur glace. Il évolue à la position de centre.

## Style de jeu
Johnson est décrit comme un joueur spectaculaire et talentueux, mais retenu par son manque de musculature. Joueur de centre dans les rangs amateurs, son style de jeu est considéré comme plus adapté pour les ailes au niveau professionnel. Emily Sadler de Sportsnet le décrit comme « une machine à temps forts ».
Strauss Mann, son coéquipier à l'université du Michigan, le décrit comme un joueur créatif et met de l'avant l'énergie qu'il apporte à l'équipe. L’auxiliaire de Mann dans les buts, Erik Portillo, va quant à lui mettre de l'avant son tir et maniement de la rondelle.

## Biographie

### En club
Formé au North Shore Winter Club, Johnson joue ses années juniors avec les Smoke Eaters de Trail dans la BCHL. Lors de la campagne 2019-2020, sa dernière avec l'équipe, il remporte les trophées remis au joueur le plus utile, au meilleur marqueur et au joueur ayant le meilleur esprit sportif. Il rejoint alors les Wolverines du Michigan, une équipe de la NCAA comptant huit joueurs repêchés dans la LNH ainsi qu'Owen Power et Matthew Beniers, deux des meilleurs espoirs pour le repêchage à venir. L'équipe finit la saison au deuxième rang en prévision du tournoi de la NCAA, mais ne peut y participé due à une infection au Covid-19 dans l'équipe. En fin de saison, il est nommé sur l'équipe d'étoile des recrues pour la division Big Ten
En prévision du repêchage de 2021, la centrale de recrutement de la LNH le classe au troisième rang des espoirs nord-américains chez les patineurs. Il est alors considéré comme un des joueurs avec le plus haut potentiel du repêchage, mais dont le niveau de jeu actuel est moins élevé que les autres espoirs de premier plan. Le soir du repêchage, il est sélectionné au cinquième rang par les Blue Jackets de Columbus. Tout comme Power et Beniers, Johnson prend la décision de retourner avec l'université du Michigan pour une autre saison au lieu de rejoindre les rangs professionnels. Le lendemain de la défaite de Michigan durant la phase finale de la NCAA, Johnson signe un contrat de trois ans avec les Blue Jackets. Celui-ci s'inscrit dans un « exode » des vedettes des Wolverines à la fin de la saison 2021 puisque le départ de Johnson suit celui d'Owen Power et Nick Blankenburg le même jour, alors que le celui d'autres joueurs tels Matthew Beniers ou Brendan Brisson sont attendus dans les jours suivants.
Johnson fait ses débuts professionnels le 13 avril 2021 contre les Canadiens de Montréal dans une prestation qualifiée de « tranquille ».
Il subit une déchirure au labrum de l'épaule gauche le 28 février 2024 lors d'un match contre les Rangers de New York. On annonce le 3 mars que sa saison est terminée et qu'il doit passer sous le bistouri.

### En équipe nationale
Johnson représente le Canada au niveau international. Il participe aux Jeux olympiques de 2022. Il représente encore une fois le Canada lors du championnat mondial junior de 2022. Dans ce tournoi, Il est l'auteur du but gagnant de son équipe lors de la finale opposant le Canada à la Finlande.

## Statistiques

### En club
| Saison     | Équipe                      | Ligue      |                            | Saison régulière           | Saison régulière           | Saison régulière           | Saison régulière           | Saison régulière           |                            | Séries éliminatoires       | Séries éliminatoires       | Séries éliminatoires       | Séries éliminatoires | Séries éliminatoires |
| Saison     | Équipe                      | Ligue      | PJ                         | B                          | A                          | Pts                        | Pun                        | PJ                         | B                          | A                          | Pts                        | Pun                        |                      |                      |
| 2016-2017  | North Shore WC U15 A1       | PCBHL      | Statistiques indisponibles | Statistiques indisponibles | Statistiques indisponibles | Statistiques indisponibles | Statistiques indisponibles | Statistiques indisponibles | Statistiques indisponibles | Statistiques indisponibles | Statistiques indisponibles | Statistiques indisponibles |                      |                      |
| 2016-2017  | Vancouver NW Giants U18 AAA | BCEHL      | 4                          | 1                          | 1                          | 2                          | 0                          | 5                          | 1                          | 0                          | 1                          | 0                          |                      |                      |
| 2017-2018  | Burnaby Winter Club Prep    | CSSHL U18  | 35                         | 29                         | 46                         | 75                         | 2                          | 3                          | 2                          | 1                          | 3                          | 0                          |                      |                      |
| 2017-2018  | Smoke Eaters de Trail       | BCHL       | 2                          | 0                          | 0                          | 0                          | 2                          | -                          | -                          | -                          | -                          | -                          |                      |                      |
| 2018-2019  | Smoke Eaters de Trail       | BCHL       | 57                         | 20                         | 26                         | 46                         | 24                         | 12                         | 7                          | 5                          | 12                         | 4                          |                      |                      |
| 2019-2020  | Smoke Eaters de Trail       | BCHL       | 52                         | 41                         | 60                         | 101                        | 14                         | 4                          | 1                          | 6                          | 7                          | 2                          |                      |                      |
| 2020-2021  | Wolverines du Michigan      | NCAA       | 26                         | 9                          | 18                         | 27                         | 4                          | -                          | -                          | -                          | -                          | -                          |                      |                      |
| 2021-2022  | Wolverines du Michigan      | NCAA       | 32                         | 8                          | 29                         | 37                         | 6                          | -                          | -                          | -                          | -                          | -                          |                      |                      |
| 2021-2022  | Blue Jackets de Columbus    | LNH        | 9                          | 0                          | 3                          | 3                          | 2                          | -                          | -                          | -                          | -                          | -                          |                      |                      |
| 2022-2023  | Blue Jackets de Columbus    | LNH        | 79                         | 16                         | 24                         | 40                         | 14                         | -                          | -                          | -                          | -                          | -                          |                      |                      |
| 2023-2024  | Blue Jackets de Columbus    | LNH        | 42                         | 6                          | 10                         | 16                         | 10                         | -                          | -                          | -                          | -                          | -                          |                      |                      |
| 2023-2024  | Monsters de Cleveland       | LAH        | 10                         | 5                          | 10                         | 15                         | 0                          | -                          | -                          | -                          | -                          | -                          |                      |                      |
| Totaux LNH | Totaux LNH                  | Totaux LNH | 130                        | 22                         | 37                         | 59                         | 26                         | -                          | -                          | -                          | -                          | -                          |                      |                      |